# Выдринцы
Выдринцы — опустевшая деревня в Слободском районе Кировской области в составе Ленинского сельского поселения.

## География
Находится на расстоянии примерно 2 км на запад-юго-запад по прямой от поселка Вахруши.

## История
Была известна с 1678 года как деревня Кувалдинская с 1 двором. В 1746 в ней (уже Кувалдинская или Петрушинская) 6 жителей. В 1873 году в деревне (Кувалдинская-Петрушинская или Выдрины) 9 дворов и 65 жителей, в 1905 19 и 111, в 1926 29 и 146, в 1950 38 и 115. В 1989 постоянных жителей не было учтено. Настоящее название закрепилось с 1978 года. 

## Население
Постоянное население не было учтено как в 2002 году, так и в 2010.